# Érigoné (Ikariosz leánya)
Érigoné (görög betűkkel Ηριγόνη) görög mitológiai alak.

## Története
Érigoné Ikariosz, az első szőlőműves lánya volt. Miután apját a borától lerészegedett pásztorok meggyilkolták, majd tetemét titokban elhantolták, Érigoné felakasztotta magát egy fára. A hagyomány szerint az istenek a lányt az égbe emelték és a Szűz csillagkép egyik csillagává változtatták.
Az ókori Görögországban, elsősorban Athénban a tavasz elején Aióra néven vallási szertartást rendeztek a mitológiai esemény emlékére. A történetet Érigoné címmel Eratoszthenész Pentatlosz, a tudós költő is megénekelte.